# Ангасольская
Ангасо́льская (Ста́рая Ангасо́лка) — посёлок в Слюдянском районе Иркутской области. Входит в Култукское муниципальное образование.

## География
Расположен на КБЖД в 7 км к востоку от посёлка Култук, на берегу Байкала, северо-восточнее залива Култук, при впадении реки Ангасолки, название которой происходит от бур. онгосо — «лодка», «судно».

## История
Населённый пункт основан в 1904 году при строительстве Кругобайкальской железной дороги (КБЖД) как посёлок строителей, впоследствии — пристанционный посёлок. На начало XX века пришелся расцвет Ангасольской.
В 1926 году через станцию проезжал Н. К. Рерих во время 1-й Центральноазиатской экспедиции. В 2003 году в доме, где останавливался путешественник и художник, был открыт дом-музей Рерихов. Музей сгорел в 2013 году, затем восстановлен.
При упадке КБЖД в 1950-х годах произошло значительное снижение численности населения Ангасольской.
Ныне в посёлке — остановочный пункт КБЖД 149 км.

## Население
| 2002 | 2010 | 2011 | 2012 |
| ---- | ---- | ---- | ---- |
| 0    | ↗18  | →18  | ↘16  |

## Экономика
Туризм, личные подворья.